# اتورفین
اتورفین (ام-۹۹) یک اپیوئید با قدرت ضد درد هزار تا سه هزار برابر مورفین است. این اپیوئید اولین بار در سال ۱۹۶۰ از ترکیب شیمیایی بنام اوریپاوین تهیه شد، که این تولید به‌طور کلی از خشخاش تریاک تأمین نمی‌شود، بلکه از خشخاش شرقی و خشخاش کبیر این فرایند صورت می‌گیرد. این دارو بعدها در سال ۱۹۶۳ توسط گروه تحقیقاتی مک فارلان اسمیت در ادینبرا که توسط کنث بنتلی مدیریت شد. این دارو از تبائین هم تهیه می‌شود.

## استفاده در دامپزشکی
اتورفین فقط در استفاده‌های دامپزشکی به‌طور قانونی در دسترس قرار دارد. این دارو به بعضاً برای بی‌حس کردن فیل‌ها و بقیه پستانداران عظیم الجثه بکار می‌رود.